# الدوري الوطني لكرة القدم الأمريكية
الدوري الوطني لكرة القدم الأمريكية (بالإنجليزية: National Football League)، اختصاراً (NFL)، دوري الفرق المحترفة لكرة القدم الأمريكية، يتكون من 32 فريقاً مقسم بين رابطتين المؤتمر الوطني لكرة القدم (National Football Conference أو NFC)، والمؤتمر الأمريكي لكرة القدم (American Football Conference أو AFC). يُعد الدوري الوطني من أبرز دوريات المحترفين الرياضية في أمريكا الشمالية، والدوري الأعلى مستوىً في رياضة كرة القدم الأمريكية في العالم. تستمر منافسات الدوري الوطني لسبعة عشر أسبوعاً ويبدأ في بداية شهر سبتمبر حتى نهاية ديسمبر، حيث يلعب كل فريق 16 مباراة واحدة كل إسبوع. بعد نهاية الدوري الإعتيادي تتأهل 6 فرق من كل رابطة إلى المرحلة النهائية مرحلة خروج المغلوب والتي تنتهي بالمباراة النهائية السوبر بول وتقام في يوم الأحد الأول من شهر فبراير وتجمع بين بطلي الرابطتين.
أسس الدوري الوطني في عام 1920 وعرف باسم الرابطة الأمريكية المحترفة لكرة القدم (AFPA)، ثم غُير اسمه إلى الدوري الوطني لكرة القدم في موسم عام 1922. اندمج الدوري الوطني لكرة القدم مع الدوري الأمريكي لكرة القدم في عام 1966، وأقيمت أول مباراة سوبر بول في نهاية ذلك الموسم؛ واكتمل إندماج الدوريين في عام 1970. للدوري الأمريكي أعلى معدل حضور جمهور يصل إلى (67,591) أكثر من أي دوري رياضي في العالم، وتعد رياضة كرة القدم الأمريكية الأكثر شعيبة في الولايات المتحدة. تعد مبارياة السوبر البول من الاحداث الأكثر مشاهدة على التلفاز في تاريخ الولايات المتحدة الأمريكية وتعتلي المراتب الأولى في تصنيف نيلسن للبرامج التلفزيونية في الولايات المتحدة.  المدير التنفيذي للدوري الأمريكي له السلطة العليا في قرارات إدارة الدوري.
يعتبر فريق غرين باي باكرز الفريق الأكثر إحرازاً للقب الدوري بحصوله على 13 لقب (9 من حقبة ما قبل السوبر بول، و 4 مما بعد)؛ وفريق بيتسبورغ ستيلرز هو الأكثر إحرازاً للقب بطولة السوبر البول بالتسمية الحالية بحصوله على 6 ألقاب.

## نظام البطولة
تمتد مباريات الموسم الإفتتاحي أو ما قبل الموسم لأربعة أسابيع، يبدأ بعدها الموسم الإعتيادي والذي يمتد لسبعة عشر اسبوعاً (يلعب كل فريق 16 مباراة)، ومرحلة التصفيات مرحلة خروج المغلوب تنتهي بمباراة السوبر بول مباراة تحديد الفائز بلقب الدوري.

### قبل الموسم أو الموسم الإفتتاحي
يلعب كل فريق أربعة مبارايات في الموسم الإفتتاحي (مبارتين إياب ومبارتين ذهاب)، تعد مبارايات الموسم الإفتتاحي مبارايات ودية إستعراضية ولا تحتسب منها أي نقاط للفوز والخسارة نحو الموسم الإعتيادي فقط لتقييم أداء الفرق بالنسبة للمدربين، تستمر منافسات الموسم الإفتتاحي لأربعة أسابيع.

### الموسم الإعتيادي
تبدأ مبارايات الموسم الإعتيادي في نهاية الإسبوع بعد عيد العمال في بداية سبتمبر وتنتهي في ديسمبر أو بداية يناير. وتتكون من 256 مباراة، حيث يلعب كل من الفرق (الـ 32) 16 مباراة خلال فترة 17 أسبوع. تُقام مبارايات الدوري أيام الأحد غالباً في الساعة الواحدة ظهراً وتقام بعضها في الساعة 4:05 أو 4:25 عصراً. بالإضافة إلى ذلك تقام مباراة مساء يوم الأحد، ومساء الإثنين.

### بعد الموسم
بعد نهاية الموسم الإعتيادي تبدأ المرحلة النهاية مرحلة خروج المغلوب حيث تتأهل ست فرق من كل رابطة: الفريق الأول والثاني من كل قسم والفريقين الأكثر نقاطاً في الرابطة من الفرق المتبقية. بعد التصفيات الأخيرة يتأهل بطل كل رابطة إلى مباراة السوبر بول لتحديد الفائز بلقب الدوري الوطني.

## الكؤوس والجوائز
يحصل الفريق الفائز بمباراة السوبر بول على كأس فينس لامباردي، كأس فضية تصنعها شركة تيفاني تصل قيمتها إلى $25,000 - $300,000 ألف دولار. بالإضافة إلى الكأس يحصل كل لاعب ومدرب من الفريق الفائز على خاتم السوبر بول. كما يحصل الفريق الفائز بلقب بطولة رابطة المؤتمر الوطني لكرة القدم (NFC) على كأس جورج هالاس، ويحصل الفريق الفائز بلقب بطولة المؤتمر الأمريكي لكرة القدم (AFC) على كأس لامار هنت، ويحصل لاعبين الفريق الفائز بلقب كل رابطة على خواتم البطولة أيضاً.

## الفرق
يتكون الدوري الوطني لكرة القدم من 32 فريقاً مقسمة إلى مؤتمرين من 16 فريقاً. كل مؤتمر مقسم إلى أربعة أقسام مكونة من أربعة فرق في كل قسم. يُتكون كل فرق من 53 لاعباً، يشارك 46 لاعباً منهم في كل مباراة.
وفق ما نشرته مجلة فوربس يُعد فريق دالاس كاوبويز أغلى فريق في الدوري الوطني لكرة القدم وأغلى فريق رياضي في العالم بقيمة تصل إلى 4$ مليار دولار.

## وصلات خارجية
- الدوري الوطني لكرة القدم الأمريكية على موقع IMDb (الإنجليزية)
- الدوري الوطني لكرة القدم الأمريكية على موقع الموسوعة البريطانية (الإنجليزية)

- الموقع الرسمي